# Jüdischer Friedhof (Holzappel)

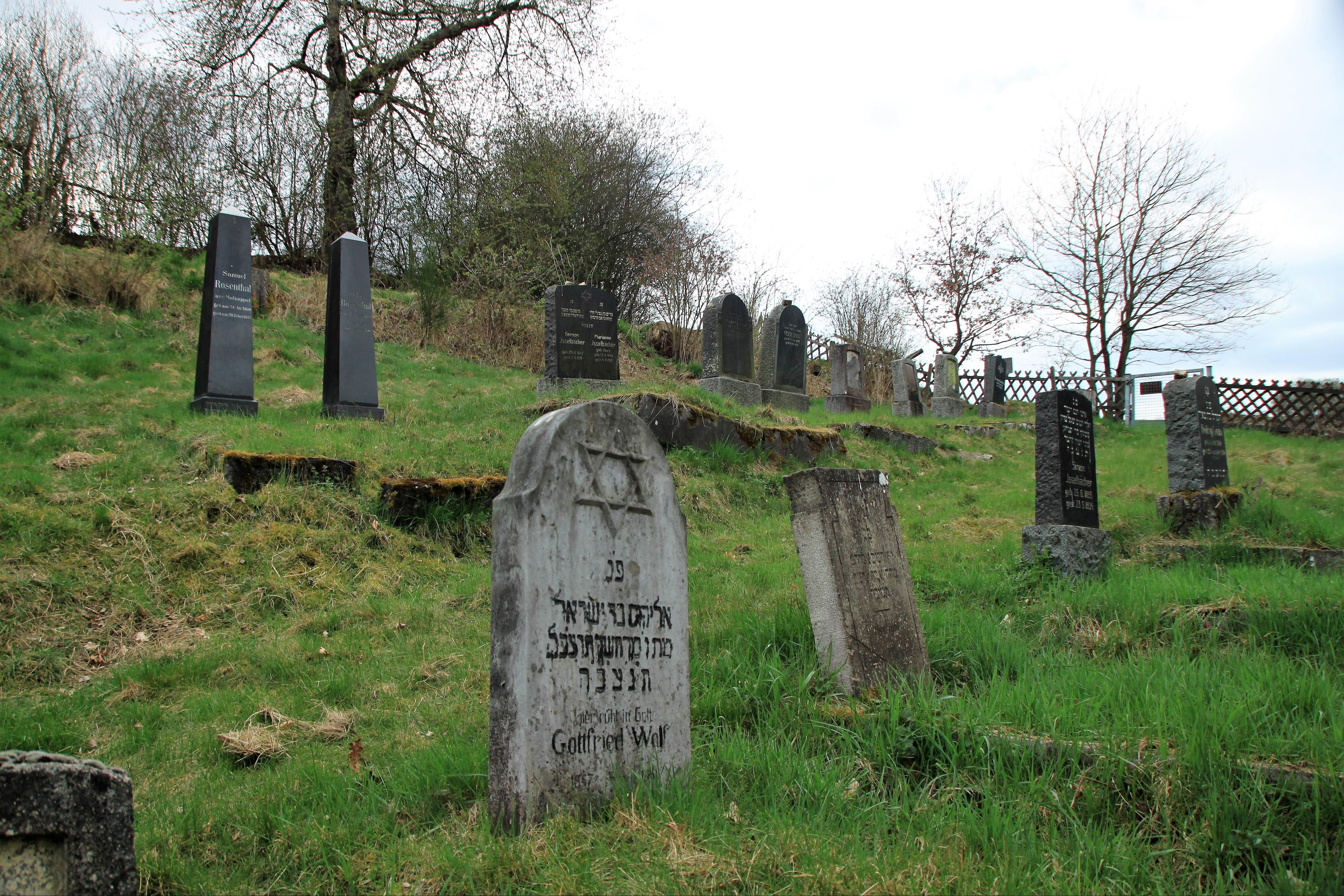
Jüdischer Friedhof in Holzappel

Der Jüdische Friedhof in Holzappel, einer Ortsgemeinde im Rhein-Lahn-Kreis in Rheinland-Pfalz, wurde Mitte des 19. Jahrhunderts angelegt und bis 1936 belegt. Der jüdische Friedhof südwestlich des Ortes ist ein geschütztes Kulturdenkmal.
Die Toten der jüdischen Gemeinde Holzappel wurden bis zur Anlegung des eigenen Friedhofs auf dem jüdischen Friedhof in Cramberg beigesetzt.
Heute sind noch circa 20 Grabsteine auf dem Friedhof in Holzappel vorhanden.